# Civray, Vienne

Civray este o comună în departamentul Vienne, Franța. În 2009 avea o populație de 2,850 de locuitori.